# Пресли, Анджелина
Анджелина Пресли (англ. Angaleena Presley) — американская певица, кантри-музыкант, автор и исполнитель. Участница кантри-трио Pistol Annies. Номинант нескольких музыкальных премий.

## Биография
См. также «Биографию» в английском разделе.
Родилась 1 сентября 1976 года в г. Beauty, Мартин (округ, Кентукки) (США). Полное имя Angaleena Loletta McCoy Presley. 
Её отец Jimmy Presley Sr., бывший шахтёр, а мать Cathy Presley (в девичестве McCoy), бывшая школьная учительница.

## Личная жизнь
С 22 мая 2012 года Пресли замужем за менеджером и продюсером Джорданом Пауэллом. У неё двое детей — сын Джеб (род. 2007) от предыдущих отношений и дочь Феникс Джолина Джин Пауэлл (род. 22.01.2019).

## Дискография
См. также «Angaleena Presley Discography» в английском разделе.

### Студийные альбомы
| Название                               | Детали                                                       | Высшая позиция | Высшая позиция | Продажи     |
| Название                               | Детали                                                       | US Country     | US Heat        | Продажи     |
| -------------------------------------- | ------------------------------------------------------------ | -------------- | -------------- | ----------- |
| American Middle Class                  | - Дата выхода: 14 октября 2014 - Лейбл: Slate Creek Records  | 29             | 14             |             |
| Wrangled                               | - Дата выхода: 21 апреля 2017 - Лейбл: Thirty Tigers Records | —              | 15             | - US: 2,300 |
| "—" прочерк означает неучастие в чарте |                                                              |                |                |             |

## Награды и номинации
| Год  | Ассоциация              | Категория                        | Номинированная работа | Результат |
| ---- | ----------------------- | -------------------------------- | --------------------- | --------- |
| 2011 | American Country Awards | New Artist of the Year           | Pistol Annies         | Номинация |
| 2012 | CMT Awards              | Breakthrough Video of the Year   | Hell On Heels         | Номинация |
| 2012 | CMT Awards              | Group Video of the Year          | Hell On Heels         | Номинация |
| 2013 | CMT Awards              | Group Video of the Year          | Takin' Pills          | Номинация |
| 2016 | UK Americana Awards     | International Song of the Year   | American Middle Class | Номинация |
| 2018 | UK Americana Awards     | International Artist of the Year | Artist                | Номинация |